# Huolu, Chongqing
Huolu (kinesiska: 火炉) är en köping i sydvästra Kina. Den ligger i stadsdistriktet Wulong i storstadsområdet Chongqing, omkring 130 kilometer öster om det centrala stadsdistriktet Yuzhong. Antalet invånare är 25 818. Befolkningen består av 12 370 kvinnor och 13 448 män. Barn under 15 år utgör 23,0 %, vuxna 15-64 år 63 %, och äldre över 65 år 12,0 %.